# Rackelhane
För andra betydelser, se Rackelhane (olika betydelser).
Rackelhane är en sällsynt hybrid mellan orrtupp och tjäderhöna (Tetrao tetrix X urogallus). Denna korsning är oftast steril.
Hanen kallas rackelhane och honan rackelhöna. "Rackel" är ett föråldrat svenskt ord för att grymta, harkla sig eller rossla och refererar till fågelns karakteristiska grymtande, rapande, rosslande läte. I skrift förekommer namnet "rackelhane" redan 1744, då Göran Adolf von Rutenschiöld beskriver fågeln i Kungliga Svenska Vetenskapsakademiens handlingar, där han menar att den kallas så i Småland och Västergötland. 1751 översatte Abraham Gotthelf Kästner texten till tyska varför den på tyska kallas rackelhuhn, rackelhenne och rackelhahn.
Det är svårt att skilja en rackelhane från en orrtupp. Den väger 2–3 kg, har kluven stjärt, men de lyrformiga fjädrarna saknas. Hanen är övervägande svart eller brunsvart. Bröst och hals har en violett glans. Rackelhönan har rak bakre stjärtkant medan orrhönans är kluven och tjäderhönan har rundad. Det mest karaktäristiska som skiljer den från både orre och tjäder är hanens spelläte som låter som ett kraftigt rapande eller rosslande.
I Sverige uppmanas man att sända döda exemplar till Statens veterinärmedicinska anstalt i Uppsala.